# Vinnie Ream

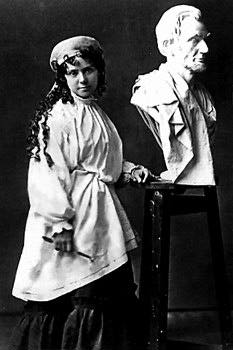
Vinnie Ream mit der Büste von Abraham Lincoln, um 1869

Lavinia Ellen Ream (* 25. September 1847 in Madison, Wisconsin; † 20. November 1914 in Washington, D.C.) war eine bekannte US-amerikanische Bildhauerin.

## Leben

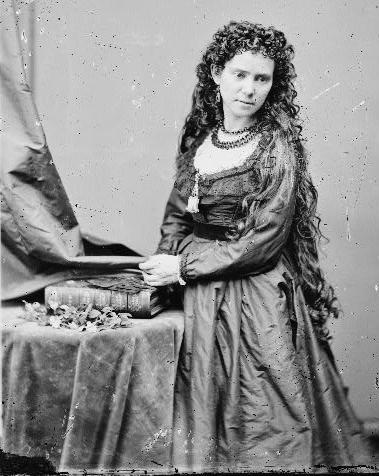
Porträt von Vinnie Ream, um 1866

Lavinia Ellen, genannt Vinnie, war die jüngste Tochter von drei Kindern des deutschstämmigen Landvermessers und Regierungsangestellten Robert Lee Ream und seiner Ehefrau Lavinia McDonald, deren Vorfahren aus Schottland stammten. Noch in Wisconsin wurde sie von Winnebago-Indianern mit Malen und Zeichnen vertraut gemacht. 1856 zog die Familie nach Missouri, wo sie das Mädchen-College Columbia College of Missouri in Columbia besuchte. Hier erkannten ihre Lehrer Vinnies künstlerische Talente; sie erhielt Gitarren- und Harfenunterricht. Darüber hinaus schrieb Vinnie Lieder und wirkte auf der Bühne mit. Beim Ausbruch des Amerikanischen Bürgerkrieges zog die Familie nach Washington und Vinnie fand in der Poststelle des Kapitols eine Anstellung. Hier lernte sie 1863 den Bildhauer Clark Mills kennen, der sein Atelier in einem Flügel des Kapitols hatte, und saß ihm Modell. Kurze Zeit später begann Vinnie bei ihm eine Ausbildung zur Bildhauerin. In den folgenden Monaten fertigte sie zusammen mit Mills Büsten von Kongressabgeordneten und anderen bedeutenden Persönlichkeiten an, darunter John Sherman, George Armstrong Custer, David Glasgow Farragut, Francis Blair, Thaddeus Stevens und Horace Greeley.
In der zweiten Hälfte des Jahres 1864 stand der Präsident Abraham Lincoln ihr Modell für eine Büste. Die Fertigstellung der Büste dauerte ganze fünf Monate, da der Präsident nur eine halbe Stunde pro Tag für die Sitzung zur Verfügung stand. Kurz nach der Fertigstellung wurde Lincoln am Abend des 14. April 1865 beim Besuch des Ford Theaters in Washington von einem fanatischen Sympathisanten der Südstaaten, dem Schauspieler John Wilkes Booth, angeschossen. Am nächsten Tag erlag er seinen schweren Kopfverletzungen. Im Sommer 1866 vergab der Kongress einen 10.000 US-Dollar-Auftrag, um eine Marmorstatue des ermordeten Präsidenten zu gestalten. Der Auftrag ging an die erst 19-jährige Künstlerin, sie war die einzige Bildhauerin, die den Präsidenten zu Lebzeiten modelliert hatte. Kritische Stimmen kamen von Seiten der Witwe, Mary Todd Lincoln, und der Journalistin Jane Swisshelm, die schrieb, dass Vinnies Erfolg nur auf dem Einsatz von weiblichen Listen (feminine wiles) beruhe. Der Vertrag wurde am 30. August 1866 unterschrieben.

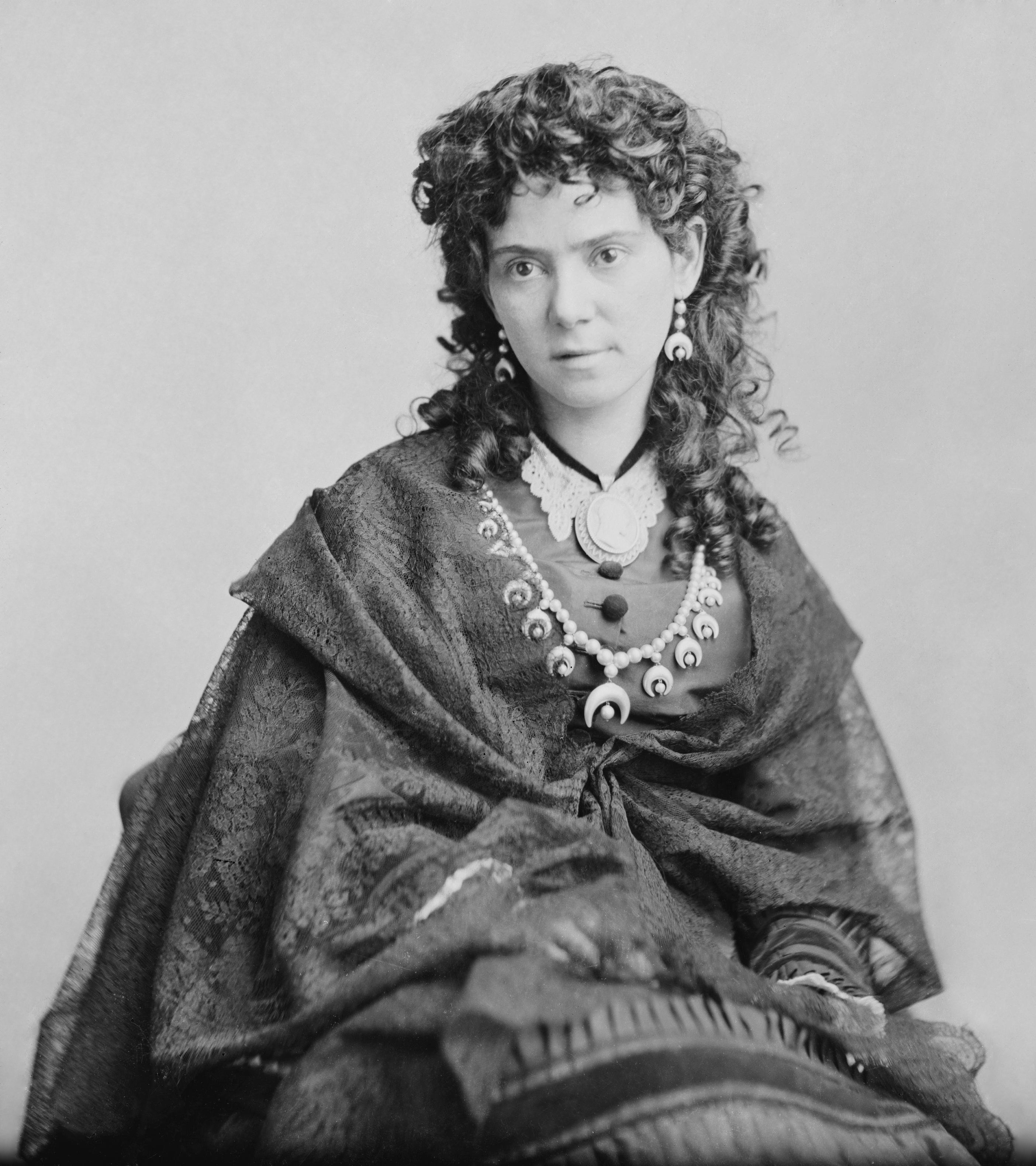
Fotografie von Vinnie Ream, zwischen 1870 und 1880

Nach einer Scharlach-Erkrankung reiste Vinnie Ream zusammen mit ihren Eltern nach Italien, wo sie in Carrara an der Bildhauerakademie unter dem bekannten Bildhauer Luigi Majoli studierte. In den Steinbrüchen von Carrara entschied sie sich für deren Marmorblöcke für die Lincoln-Statue. Die Statue wurde in Italien fertiggestellt und, nach der Rückkehr der Familie Ream in die Vereinigten Staaten, in Anwesenheit des Präsidenten Ulysses S. Grant und zahlreicher anderer Würdenträger am 25. Januar 1871 in Washington feierlich enthüllt.
Am 28. Mai 1878 heiratete Vinnie Ream in Washington den Leutnant Richard Leveridge Hoxie, späteren Brigadegeneral und Chef des United States Army Corps of Engineers. Bei den Feierlichkeiten war auch der amtierende Präsident anwesend. Aus der gemeinsamen Verbindung ging ein Sohn, Richard Jr. (* 1883), hervor. In den folgenden Jahren stieg Vinnie Hoxie zur Grande Dame der Washingtoner Gesellschaft auf. Erst im Jahr 1906 kehrte sie in ihr Atelier zurück, um am Standbild von Samuel Jordan Kirkwood zu arbeiten. Ihr letztes Werk war ein Auftrag des US-Bundesstaates Oklahoma für eine Statue Sequoyahs, des Schöpfers der Cherokee-Schrift.
Vinnie Ream Hoxie starb am 20. November 1914 an den Folgen von Nierenversagen im Kreis ihrer Familie und wurde auf dem Nationalfriedhof Arlington in Washington bestattet. Ihr Mann ließ eine Kopie der von ihr gestalteten Bronzestatue der griechischen Dichterin Sappho als Grabstein errichten.

## Porträts und Werke (Auswahl)

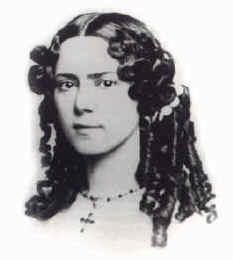
Porträt von Vinnie Ream, um 1866
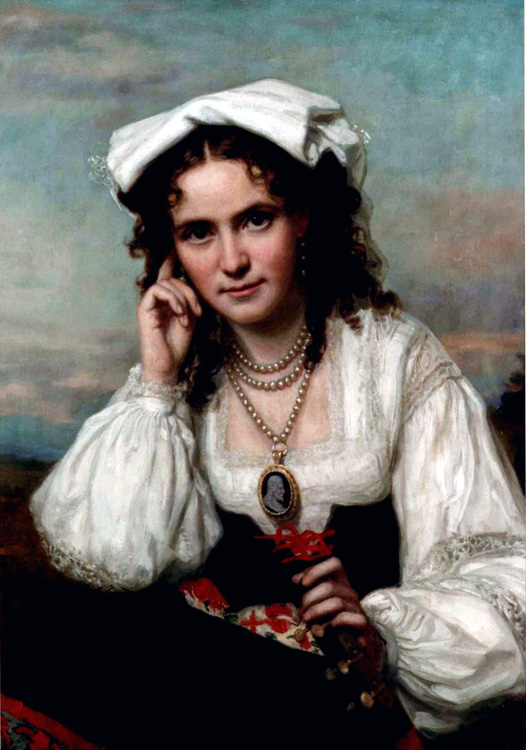
Porträt von Vinnie Ream, Öl auf Leinwand, um 1870
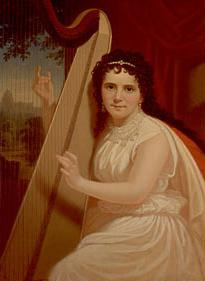
Porträt von Vinnie Ream an der Harfe, Öl auf Leinwand, 1876
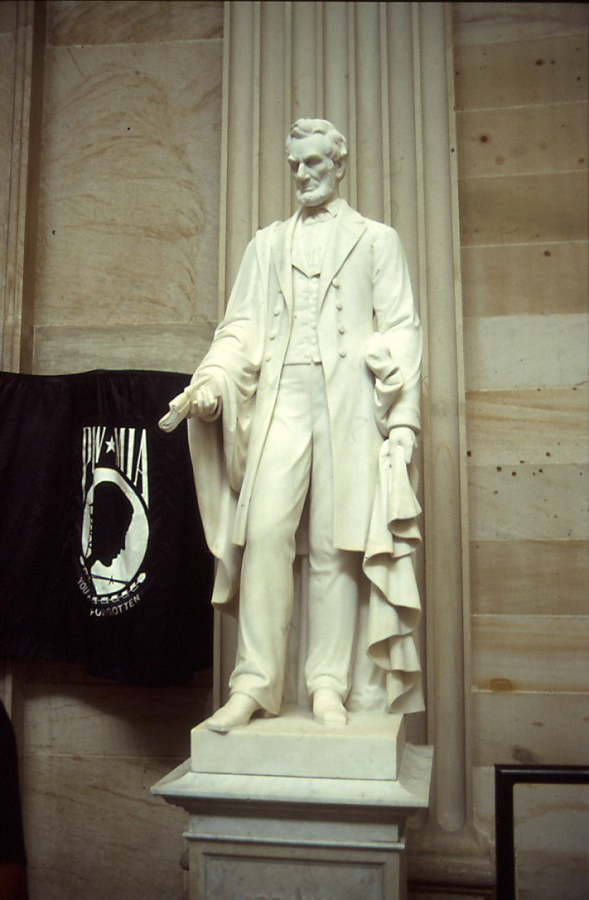
Marmorstatue des Präsidenten Abraham Lincoln, 1871
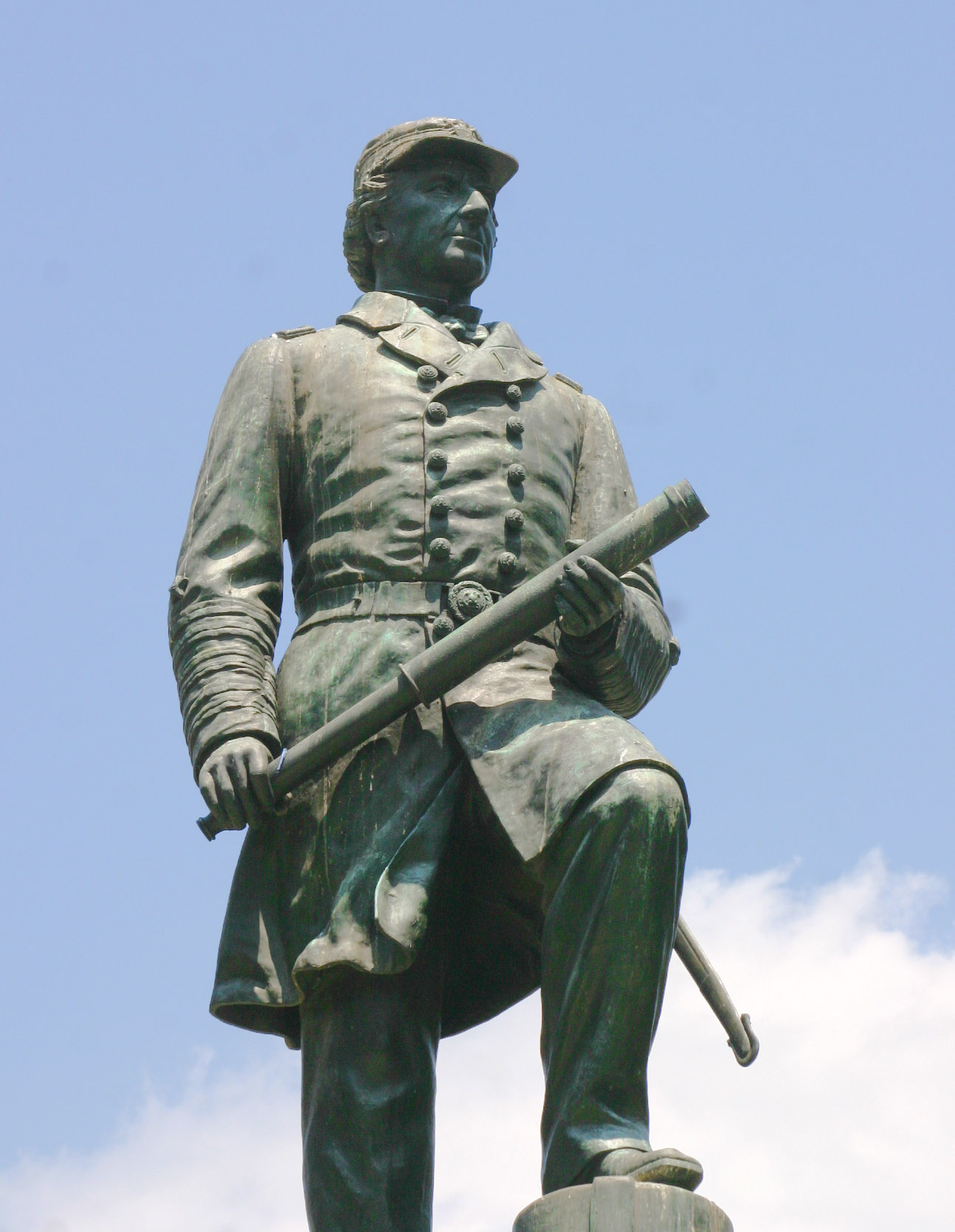
Bronzestatue des Admirals David Farragut, 1881
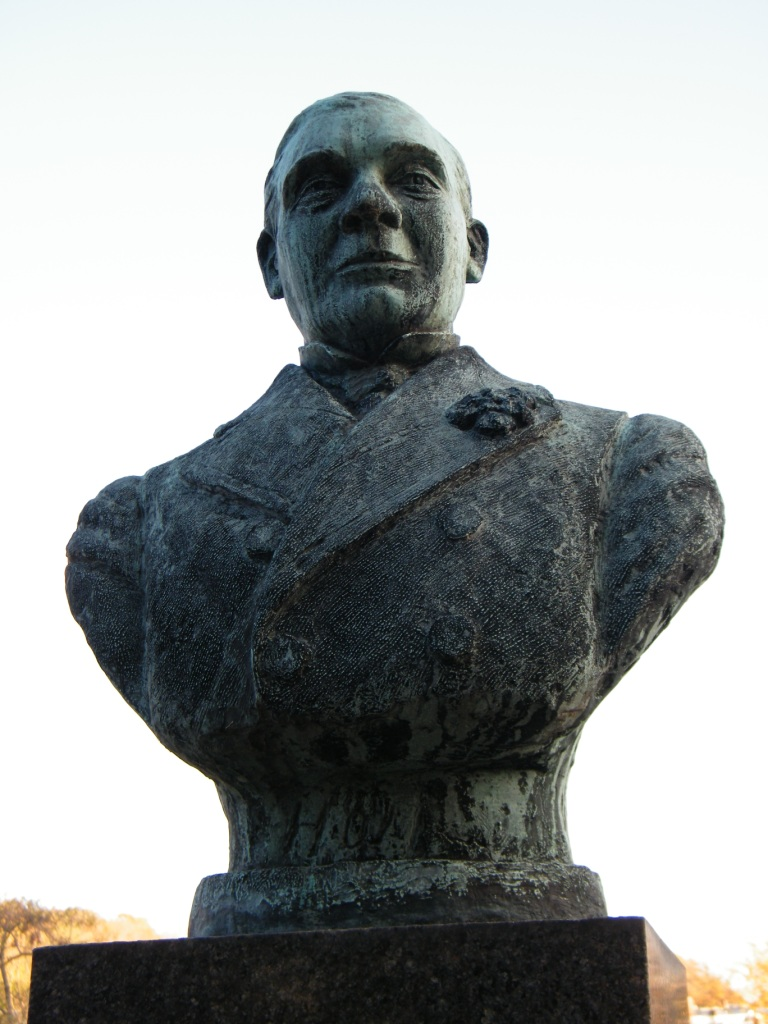
Edwin B. Haye, 1906, Washington, D.C.